# Дафтар-и Чингиз-наме
Дафтар-и Чингиз-наме (Дастан-е Чингиз-наме, Татарская летопись, тат. Дәфтәре Чыңгызнамә, так же Дәфтәр Чыңгызнамә, Дастане Чыңгызнамә), или просто Чингизнаме (баш. Сыңғыҙнамә, тат. Чынгызнамә) — тюрко-татарское произведение, хроника, таварих, памятник татарской и башкирской литературы. Написан на старотатарском языке неизвестным автором в конце XVI — в начале XVII веков. В качестве основы послужили исторические записи и легенды Золотой Орды и Казанского ханства. Был распространен среди татар, башкир и казахов, и имеет общих мотивов с памятниками башкирского устного народного творчества.

## Описание
Большинством исследователей считается, что произведение было написано неизвестным автором, но некоторые исследователи предполагают, что написать этот труд мог Идрис — хафиз, религиозный деятель, участвовавший в восстании Степана Разина в 1670—1671 годах.
Работа состоит из вступления, связанной лишь с первой главой, где приводится родословная Чингисхана, и 6 глав. Первая глава рассказывает о рождении Чингисхана и его вступлении на ханский престол, однако действия происходят на Южном Урале, героями выступают предводители, такие как Майкы-бий, Муйтен-бий, Юрматы-бий, приведены родословные и владения царей и ханов.
Вторая глава посвящена Тамерлану, третья — Амату, сыну Гайсы. Шестая глава, известная как «Татарская летопись», описывает события в Казани, Булгаре и башкирское восстание 1681—1684 годов.
Ибрагим Хальфин первым изучил этот дастан, обратя внимание на простые, и в то же время описательные фразеологизмы произведения. В 1822 году он опубликовал полный текст этого труда. Данная работа является пособием для учащихся Казанского университета и 1-й мужской гимназии.
Наиболее полное издание произведения было опубликовано в 1882 году Ф. Жиганшиным в Казани. На сегодняшний день обнаружено более 40 списков произведения.